# ウチノ海

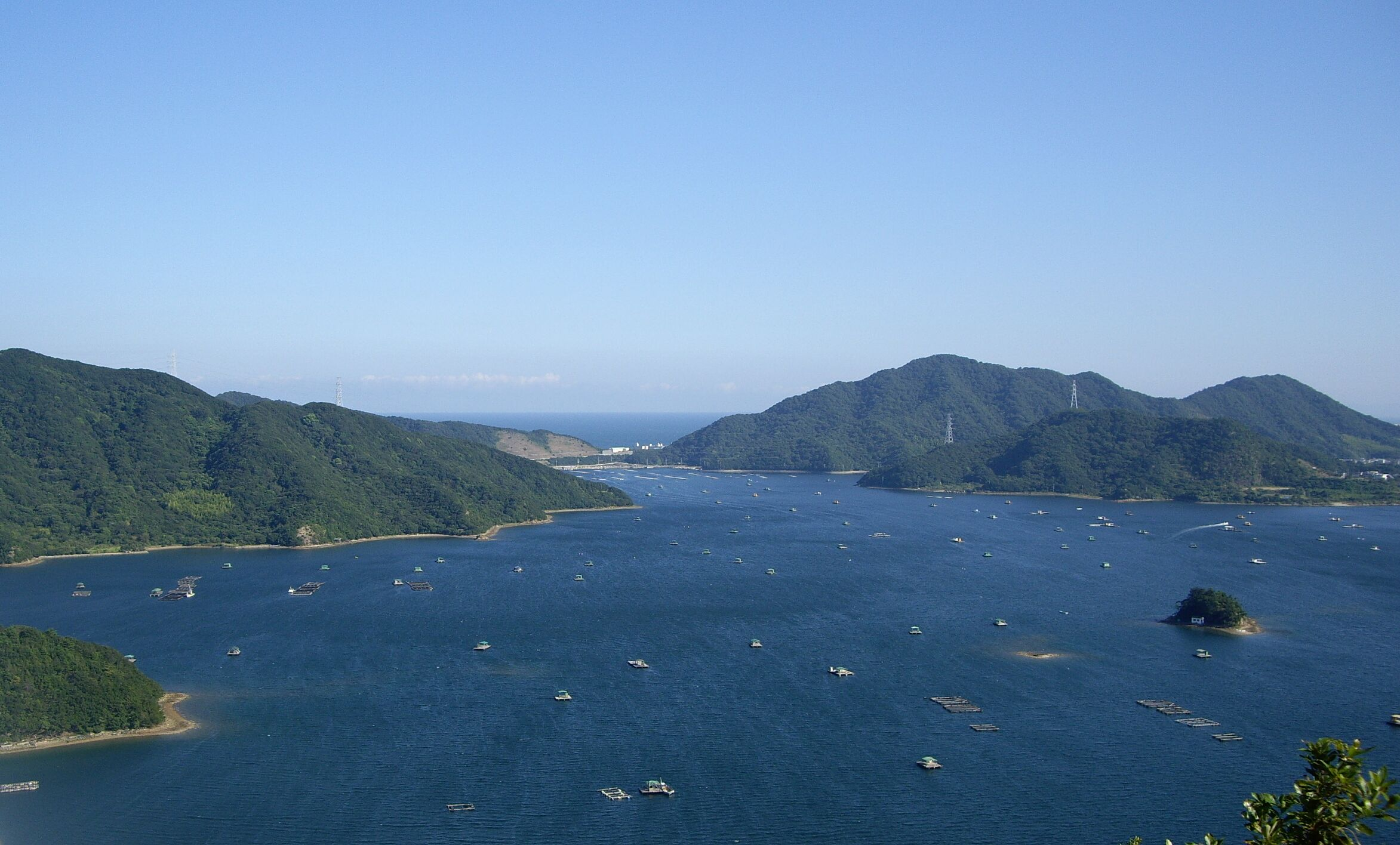
ウチノ海（四方見展望台より）

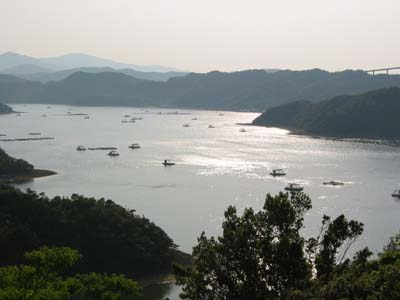
鳴門スカイライン展望台から望むウチノ海

ウチノ海（ウチノうみ）は、徳島県鳴門市の内湾にある内海。大毛島と島田島、高島に囲まれた海域である。単に内海ともいう。

## 地理
東は紀伊水道、西は播磨灘、南は小鳴門海峡、スクノ海、北は鳴門海峡に繋がっている。このウチノ海を間近で望める施設として、鳴門市大毛島に鳴門ウチノ海総合公園がある。またウチノ海の北東部には唯一の島である鏡島が浮かぶ。
瀬戸内海国立公園の一部であり、鳥獣保護区にも指定されている。ワカメを中心とした養殖業もさかんに行われているが、藻場の減少も見られ、環境保全の必要性も指摘される。
ウチノ海の海面は比較的静かで筏釣り用の筏が100以上浮かんでおり、春から秋にかけてを中心に釣り客でにぎわう。筏までは地元の漁船で行くことができ、中にはトイレまで付属した筏も存在する。

## ウチノ海に面する島
瀬戸内海国立公園の第2種・第3種特別地域に指定されている島。
- 大毛島
- 島田島

大毛島と島田島の間には堀越橋が架かっている。

## ウチノ海に面する自治体
徳島県鳴門市に属し、鳴門市の指定する区域としてはウチノ海西側から北部にかけては瀬戸町に、東側から南部にかけては鳴門町の境界内となっている。